# Stilobezzia subnebulosa
Stilobezzia subnebulosa är en tvåvingeart som beskrevs av Gupta och Wirth 1968. Stilobezzia subnebulosa ingår i släktet Stilobezzia och familjen svidknott.
Artens utbredningsområde är Thailand. Inga underarter finns listade i Catalogue of Life.